# 吕德尼茨
吕德尼茨（德語：Rüdnitz）是德国勃兰登堡州的一个市镇，隶属于巴尔尼姆县。总面积为13.92平方千米，截至2020年总人口为1989人。